# Dolichopus vegetus
Dolichopus vegetus är en tvåvingeart som beskrevs av Harmston 1952. Dolichopus vegetus ingår i släktet Dolichopus och familjen styltflugor.
Artens utbredningsområde är Alaska. Inga underarter finns listade i Catalogue of Life.